# Varanus semiremex
Espèce
Synonymes
- Varanus boulengeri Kinghorn, 1923

Statut CITES
Varanus semiremex est une espèce de sauriens de la famille des Varanidae.

## Répartition
Cette espèce est endémique du Queensland en Australie.

## Publication originale
- Peters, 1869 : Eine Mittheilung über neue Gattungen und Arten von Eidechsen. Monatsberichte der Königlich Preussischen Akademie der Wissenschaften zu Berlin, vol. 1869, p. 57-66 (texte intégral).